# Okabe-juku

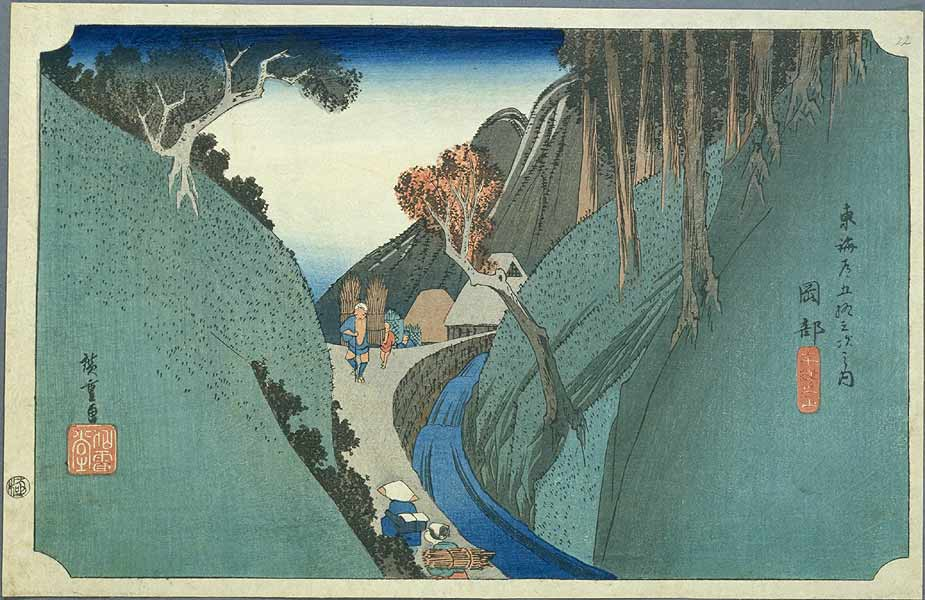
Okabe-juku dans les années 1830, estampe de Hiroshige de la série des Cinquante-trois Stations du Tōkaidō.

Pour l’article homonyme, voir Okabe (homonymie).
Okabe-juku (岡部宿, Okabe-juku) était la vingt et unième des cinquante-trois stations qui jalonnaient la route du Tōkaidō, l'axe principal du Japon de l'ère Edo. Elle se trouvait dans ce qui est aujourd'hui la ville d'Okabe, dans le district de Shida, préfecture de Shizuoka au Japon. Entre Okabe-juku et la shukuba (station) précédente de Mariko-juku passe l'actuelle Route 1 du Japon, qui comprend une partie de l'ancienne route commerciale.

## Histoire
Bien que la plupart des stations qui jalonnent le Tōkaidō aient été ouvertes dès la première année de son ouverture, Okabe-juku ne fut ouverte qu'une année plus tard, en 1602.
Lorsqu'elle fut créée, elle n'avait que 16 habitants pour toute population et ne comptait encore que 100 habitants en 1638, en faisant une toute petite station d'étape ; ce qui ne l'empêcha pas de prospérer au demeurant.
L'estampe ukiyo-e classique d'Ando Hiroshige (édition Hoeido, 1833-1834) dépeint un torrent de montagne entre deux rives escarpées et la route qui n'est à cet endroit qu'un étroit chemin bordé d'un mur de pierre sur l'un des côtés.
Le hatago d'Okabe-juku, Kashiba-ya, prospéra durant l'époque d'Edo ; il fut détruit par le feu en 1834. Reconstruit avant la fin des années 1830, il fut classé Bien culturel important du Japon. Il fut rouvert en 2000 comme musée d'archives.